# Tyler DiChiara
Tyler DiChiara (2000) es un actor estadounidense. Es conocido por interpretar a Cullen Row en la serie de televisión Gotham Knights (2023) de The CW. También es conocido por interpretar a Kai en el largometraje Relish del 2019. También apareció en la película de 2022 The Virgin of Highland Park.

## Vida personal
DiChiara tiene experiencia en artes marciales.
DiChiara dijo en una entrevista de 2023 con Digital Spy: "Puede que sea un hombre transgénero, pero pensé que era bisexual durante mucho tiempo. Luego, recientemente, me confesé gay".
DiChiara es de Staten Island.

## Filmografía

### Cine
| Año  | Título                      | Role       | Notas        |
| ---- | --------------------------- | ---------- | ------------ |
| 2019 | Relish                      | Kai        |              |
| 2022 | The Virgin of Highland Park | Jordan     |              |
| 2022 | Our Language Is Chaos       | Ziv        | Cortometraje |
| 2023 | The Furry Fortune           | Repartidor |              |

### Televisión
| Año  | Título         | Role       | Notas        |
| ---- | -------------- | ---------- | ------------ |
| 2023 | Gotham Knights | Cullen Row | 13 episodios |